# A Fool in Love (Randy-Newman-Lied)
A Fool in Love ist ein von Randy Newman geschriebenes Lied aus dem Film Meine Braut, ihr Vater und ich (Meet the Parents). Bei der Oscarverleihung 2001 wurde Randy Newman für dieses Lied für den Oscar für den besten Filmsong nominiert.

## Veröffentlichung
Das Lied erklingt in dem Film derartig im Vorspann, dass das Logo von Universal Pictures sehen ist, während der Chor singt „Look at the light coming round the Earth“ und das Logo von DreamWorks Pictures wenn der Chor singt „Look at that boy sitting on the moon“. Newman selbst schätzte allerdings selbst ein, dass sein musikalischer Beitrag zum Film vielleicht 360 Dollar wert war.
Auf dem 2000 veröffentlichten Album mit dem Soundtrack war das erste Stück eine von Randy Newman interpretierte Fassung von A Fool in Love. Das achtzehnte und letzte Stück war eine von Newman und Susanna Hoffs im Duett gesungene Variante des Liedes.
Bei der Show zur Oscarverleihung sang Susanna Hoffs zusammen mit Randy Newman am Piano A Fool in Love. Sie trug ein schwarzes Kleid auf einer schwarzen Bühne mit den Hintergrundsängern in weiß.

## Auszeichnungen und Nominierungen
Newman wurde für das Lied mit dem ASCAP Award ausgezeichnet.
Der 2001 für den Oscar nominierte Song konnte sich nicht gegen Bob Dylan Lied Things Have Changed aus WonderBoys durchsetzen. Newman war zuvor bereits dreizehnmal für den Oscar nominiert worden, hatte den Preis bis dahin aber nie gewonnen.
2000 wurde A Fool in Love auch bei den Satellite Awards in der Rubrik Filmsong nominiert.